# Cheilea equestris
Cheilea equestris is een slakkensoort uit de familie Hipponicidae. De wetenschappelijke naam werd gepubliceerd in 1758 door Carl Linnaeus in de tiende editie van Systema naturae.